# Waag

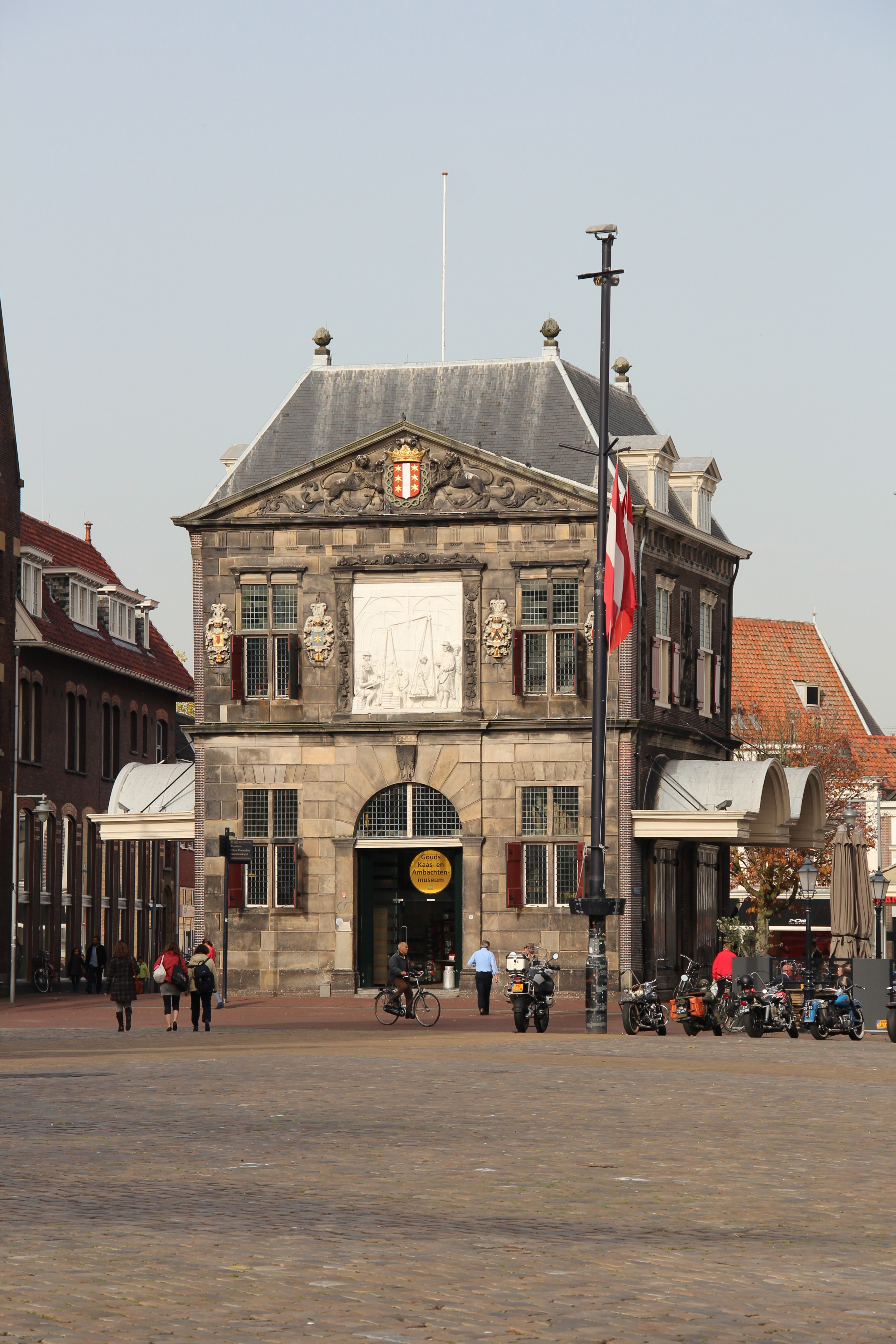
Waag van Gouda (1668)

Een waag is een gebouw waar goederen werden gewogen. Het werd geschreven als waeghe of waech. Naast het stadhuis en de gebouwen voor religie doeleinden is de waag in een stad vaak een bijzonder groot en monumentaal gebouw. In het pre-industriële tijdperk bevonden zich hier de openbare weegschalen. De structurele wijze van huisvesting en het uiterlijk verschilden fundamenteel, afhankelijk van de politieke en economische omstandigheden in de verschillende regio's van Europa.

## Geschiedenis
De openbare waag is een voorziening voor het wegen van handelsgoederen. Hij werd zowel gebruikt om het gewicht te bepalen als om belastingen te innen. De eerstgenoemde functie was vooral belangrijk in het pre-industriële tijdperk, zowel gezien de regionaal verschillende maten en gewichten als de lage beschikbaarheid van grote weeginstrumenten en de garantie van betrouwbare gewichtsbepaling. De tweede genoemde functie ging over een goed gecontroleerde toegang tot de handelsactiviteiten. Niet altijd was het zo dat na het wegen, het product ook verkocht werd. Het centrale belang van de openbare weegschalen viel weg met de standaardisatie van maten en gewichten en de vervanging van directe door indirecte belastingen in de 19e eeuw.
Openbare weegschalen bestonden waarschijnlijk al in het oude Egypte. In Europa in de Middeleeuwen was het recht om als bron van inkomsten te wegen een van de rechten van de soeverein, die hij vervolgens aan de steden kon uitlenen of permanent kon verkopen. Het recht om te wegen was in de regel gekoppeld aan het recht om goederen op de markt te brengen en te stapelen. Dit laatste verplichtte de passerende kooplieden om hun waren voor een bepaalde tijd te koop aan te bieden en te laten wegen. Omgekeerd was het voor de dorpsnederzettingen in de buurt van steden over het algemeen verboden om openbare weegschalen te hebben. In de Middeleeuwen waren de openbare weegschalen meestal ondergebracht in een multifunctionele handelshal, waar de aanduiding volgens een enkele functie min of meer toevallig is.  De weegschaal kon in het stadhuis worden ondergebracht of omgekeerd kon in de waag een raadszaal worden ingericht. De publieke weegschaal zou ook geplaatst kunnen worden in een lakenhal, vleeshal of een stapelhuis. Als het bijbehorende gebouw de naam 'Waag' krijgt, mag worden aangenomen dat er binnen ook andere functies zijn gehuisvest. Daarnaast waren er vaak verschillende Wagen voor verschillende groepen goederen waarbij het mogelijk was deze samen in één gebouw te plaatsen of over meerdere te verdelen (bijvoorbeeld zoutwaag, vetwaag, ijzerwaag, hooiwaag, enz.). Als een waag zich alleen op de begane grond bevond, dan waren de bovengelegen verdiepingen in gebruik als bijvoorbeeld raadhuis of gildekamer.

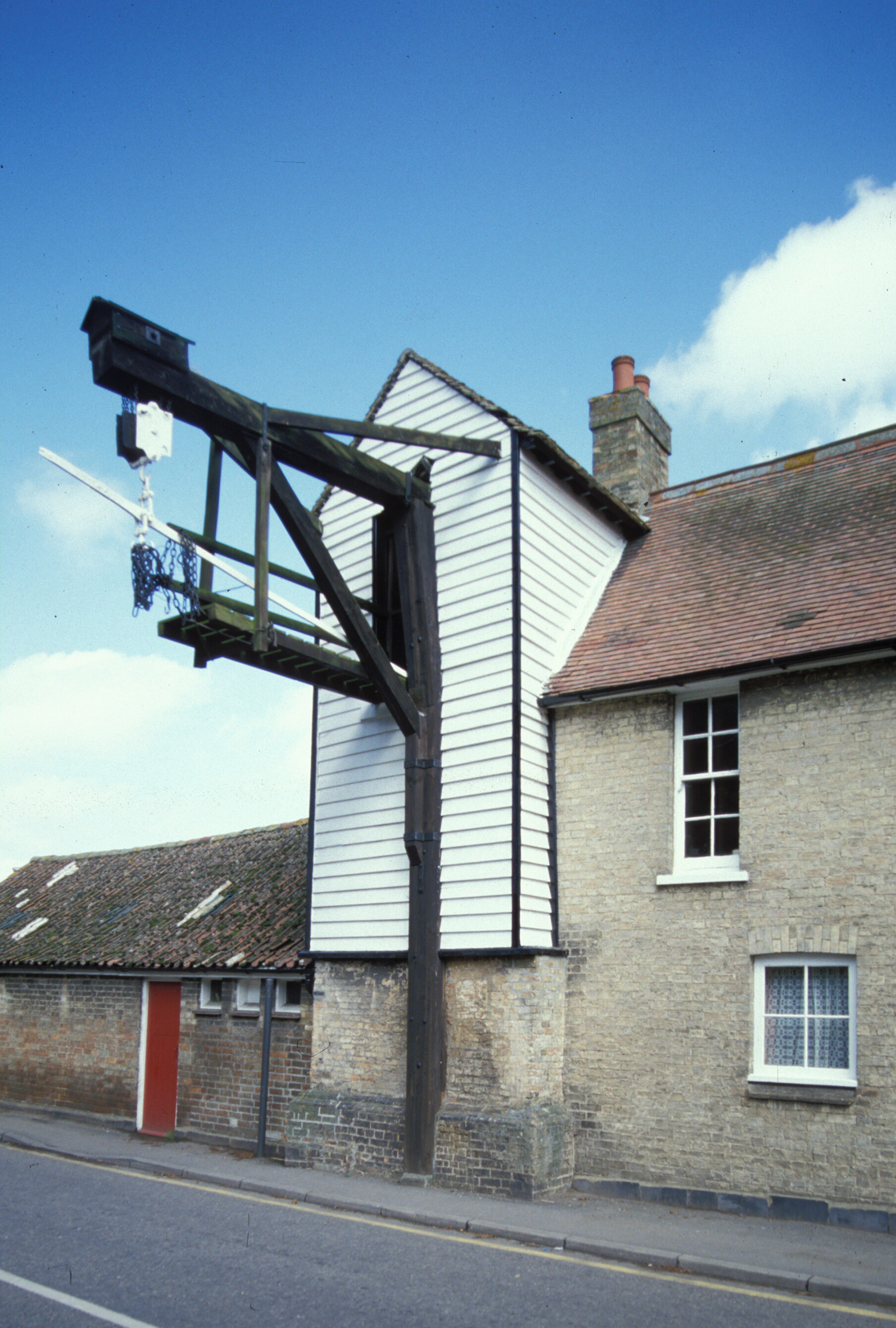
Hooiwaag in Soham (GB)

Al naargelang de politieke realiteit met betrekking tot de materiële welvaart van steden, verschillen de multifunctionele handelshallen met de daarin geïnstalleerde openbare weegschalen in de diverse regio's van Europa. In Vlaanderen bijvoorbeeld kreeg de Lakenhal (Ieper, Brugge, Gent) in de Middeleeuwen door het relatief zwakke centrale gezag indrukwekkende monumentale proporties. In Frankrijk daarentegen hadden de steden vanwege de sterke monarchie vaak alleen eenvoudige open houten constructies aan de zijkant van handelshallen, zoals b.v. B. in Monpazier. In Duitsland zijn de handels- en vergaderfuncties van gemeentehuizen vaak verspreid over meerdere gebouwen. De gebouwen met een openbare waag staan in ieder geval op of nabij grotere pleinen.

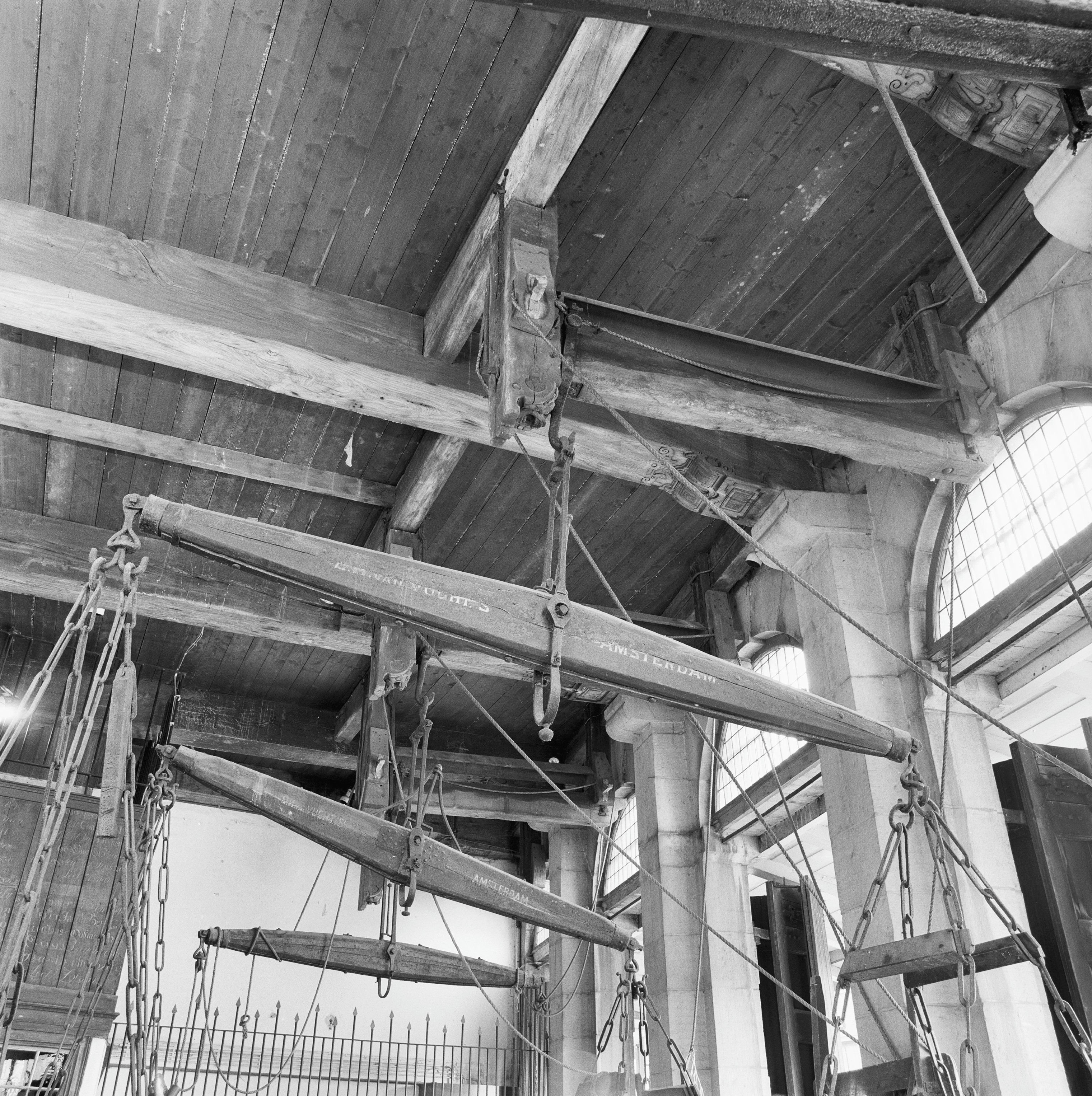
Oorspronkelijke binnenruimte van de Waag van Hoorn. De balansen zijn van hout en verschuifbaar

In Nederland is sinds de 17e eeuw, vanwege de bijzondere politieke en economische omstandigheden van de Republiek, een apart type waag ontwikkeld. Deze verschilt van de rest van het feodale absolutistische Europa in het feit dat de begane grond uitsluitend wordt gebruikt voor de functie van wegen. De belangrijkste aanleiding voor deze ontwikkeling waren de afschaffing van de stapelplicht in verband met het ontstaan van een vrij binnenlands goederenverkeer en de concentratie van de Nederlandse landbouw in de productie van zuivelproducten zoals boter en kaas. Deze moesten worden gewogen om hun gewicht te bepalen. Daarentegen werd de graanmassa meestal bepaald met behulp van capaciteitsmetingen.
De spreiding van het monofunctionele bouwtype is beperkt tot de steden gelegen aan de kust van Noord- en Zuid-Holland en aan de grote rivieren en in de provincie Friesland. Deze waaggebouwen hadden vaak een zeer functioneel interieur, waarbij de balans over loopbalken onder een luifel kon worden geschoven om overdag te wegen en ’s nachts, na ingetrokken te zijn, veilig in het gebouw te kunnen worden opgeborgen. De Nederlandse waaggebouwen zijn op grond van hun constructieve kenmerken in te delen in vier subtypes, Het passagetype in Friesland is steeds vrijstaand. De goederen kunnen worden binnengereden en er na weging aan de andere kant weer uit. (Leeuwarden, Workum, Franeker). Het torentype staat altijd op een hoek van een blok en heeft twee spiegelbeeldige gevels, elk met een deuropening op de begane grond. Achter elk is een weegschaal. (Haarlem, Makkum). Het type loggia heeft vijf deuropeningen naast elkaar, waar telkens een weegschaal onder een luifel naar buiten kan worden geschoven (Hoorn, Monnickendam, Rotterdam). En het synthese-type combineert de vrije plaatsing van het doorgangstype, de duidelijke hoogte-ontwikkeling van het torentype en de onder een luifel verplaatsbare balansen van het loggiatype. (Amsterdam, Leiden, Gouda). Daarnaast zijn er een aantal gebouwen waarbij de weegschaal bij een verbouwing secundair in een ander gebouwtype is geplaatst (bijv. Alkmaar, Delft, Medemblik).
In Nederland kwam in de aanloop naar de Napoleontische hervormingen aan het einde van de 18e eeuw een einde aan de ontwikkeling van het bouwtype waag. In de rest van Europa is het de binnenlandse belastingvrije regeling die werd ingevoerd met de opkomst van natiestaten en de inning van belastingen op basis van de waarde van goederen die leiden tot een beslissende verandering in handelsregelingen. De functie van de openbare waag wordt dan teruggebracht tot het bepalen van het gewicht. Waaggebouwen zijn hedendaags vaak in gebruik als restaurant of museum. 

## Beroepen
Aan de wagen waren verschillende beroepen verbonden:
- De waagmeester. Deze beëdigd weger van koopmansgoederen inde ook het verschuldigde waaggeld en gaf de weegbrieven af.
- De waagdrager. Deze vervoerde kazen en andere te wegen producten naar de waag en van de waag naar de koper. De waagdragers waren meestal georganiseerd in een waagdragersveem.
- De waagkroder. Deze vervoerde kazen en andere te wegen objecten per kruiwagen naar en van de waag.
- De waagman. Deze was behulpzaam bij het wegen van de verschillende koopmansgoederen.

## Foto's

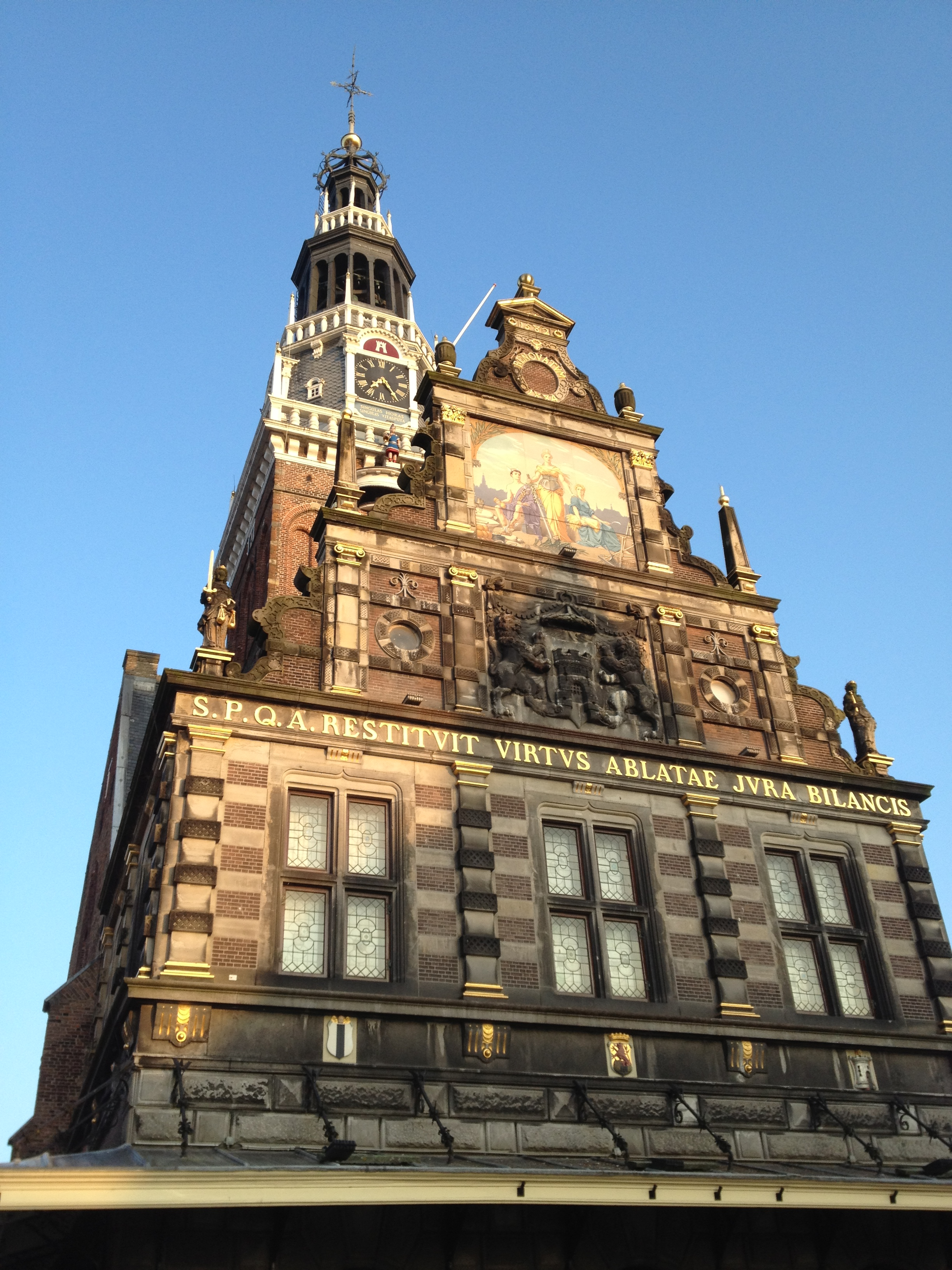
Waag in Alkmaar
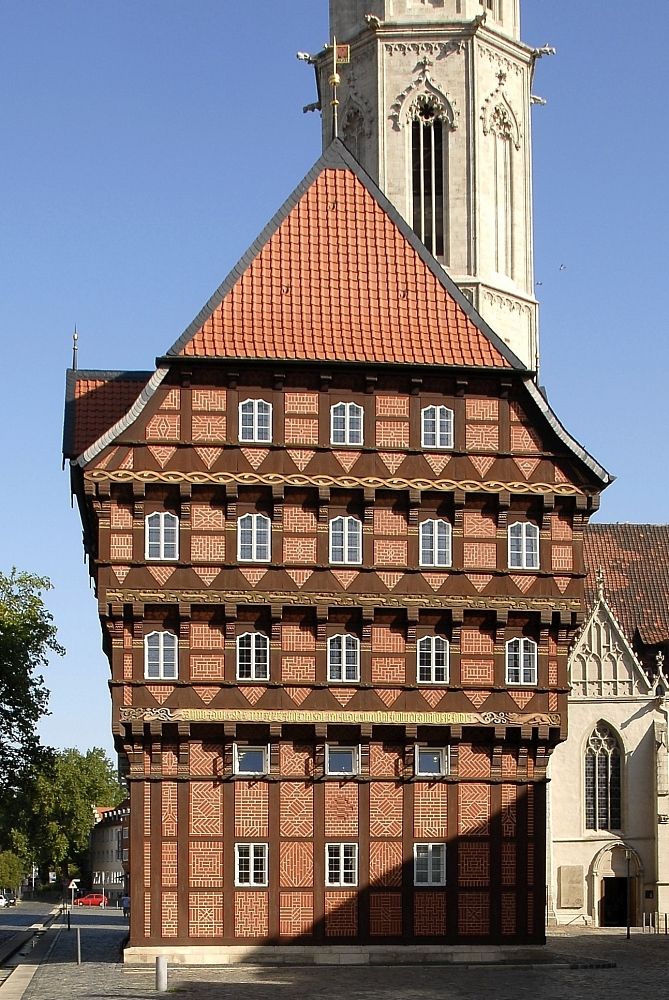
Waag in Braunschweig, Duitsland
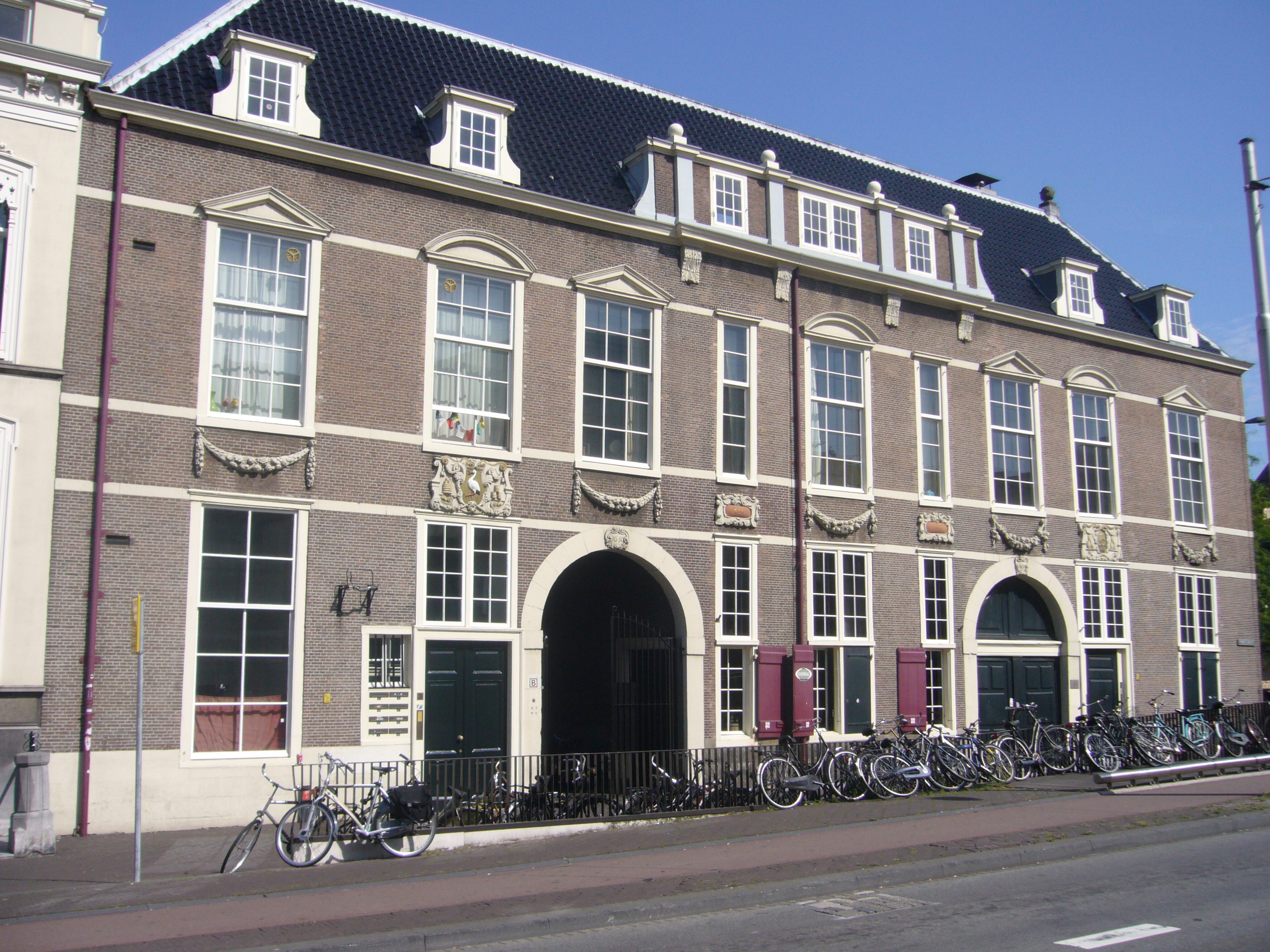
Boterwaag in Den Haag
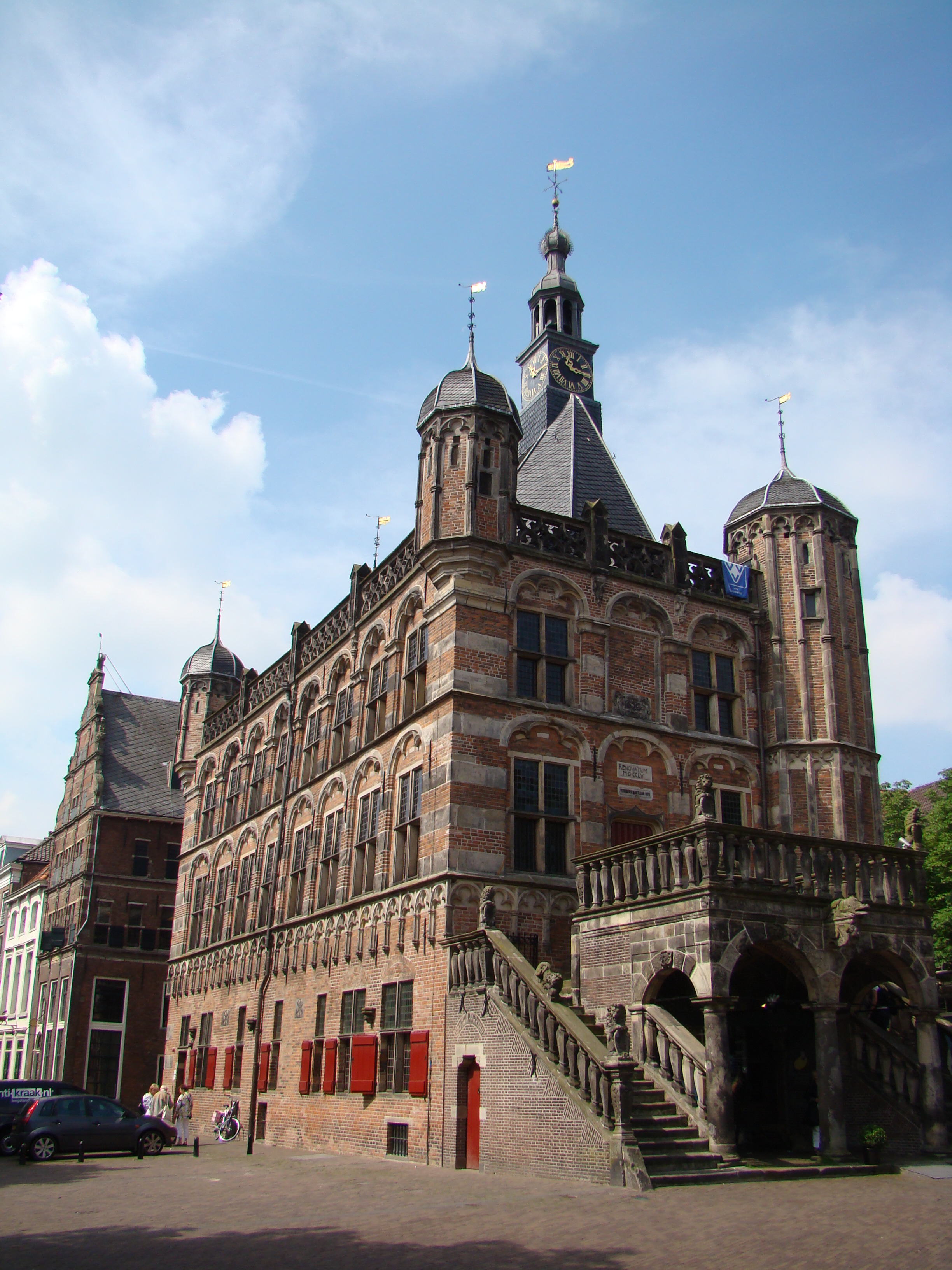
Waag in Deventer
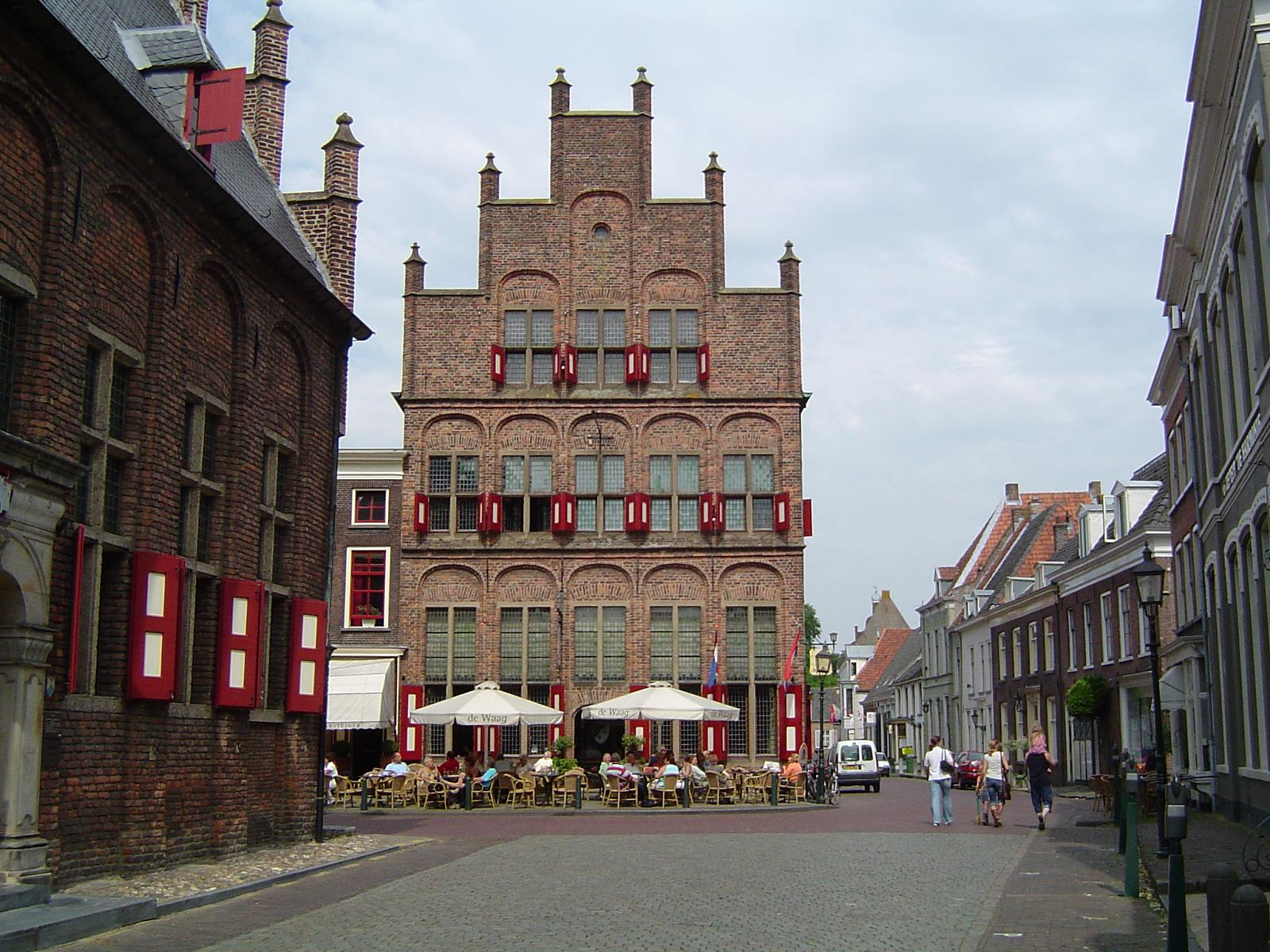
Waag in Doesburg
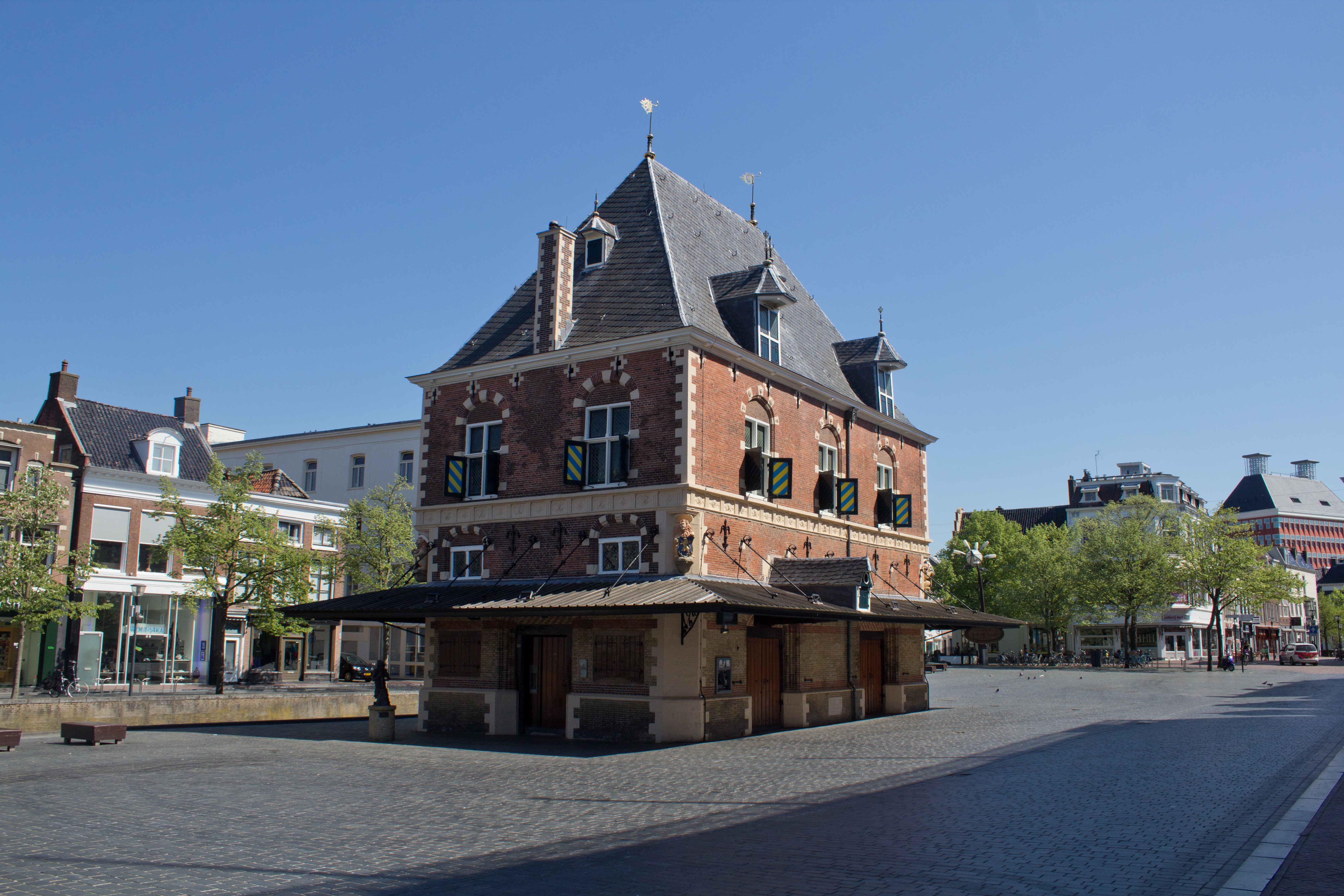
Waag in Leeuwarden
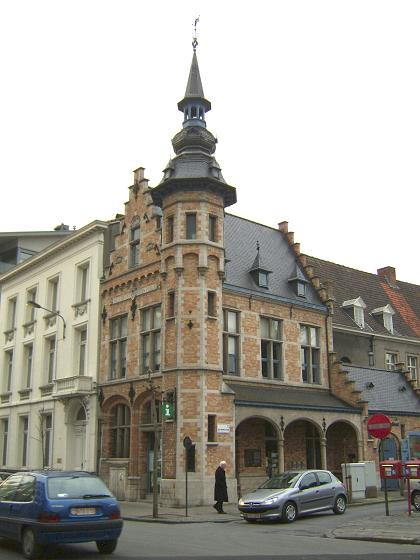
Stadswaag in Kortrijk
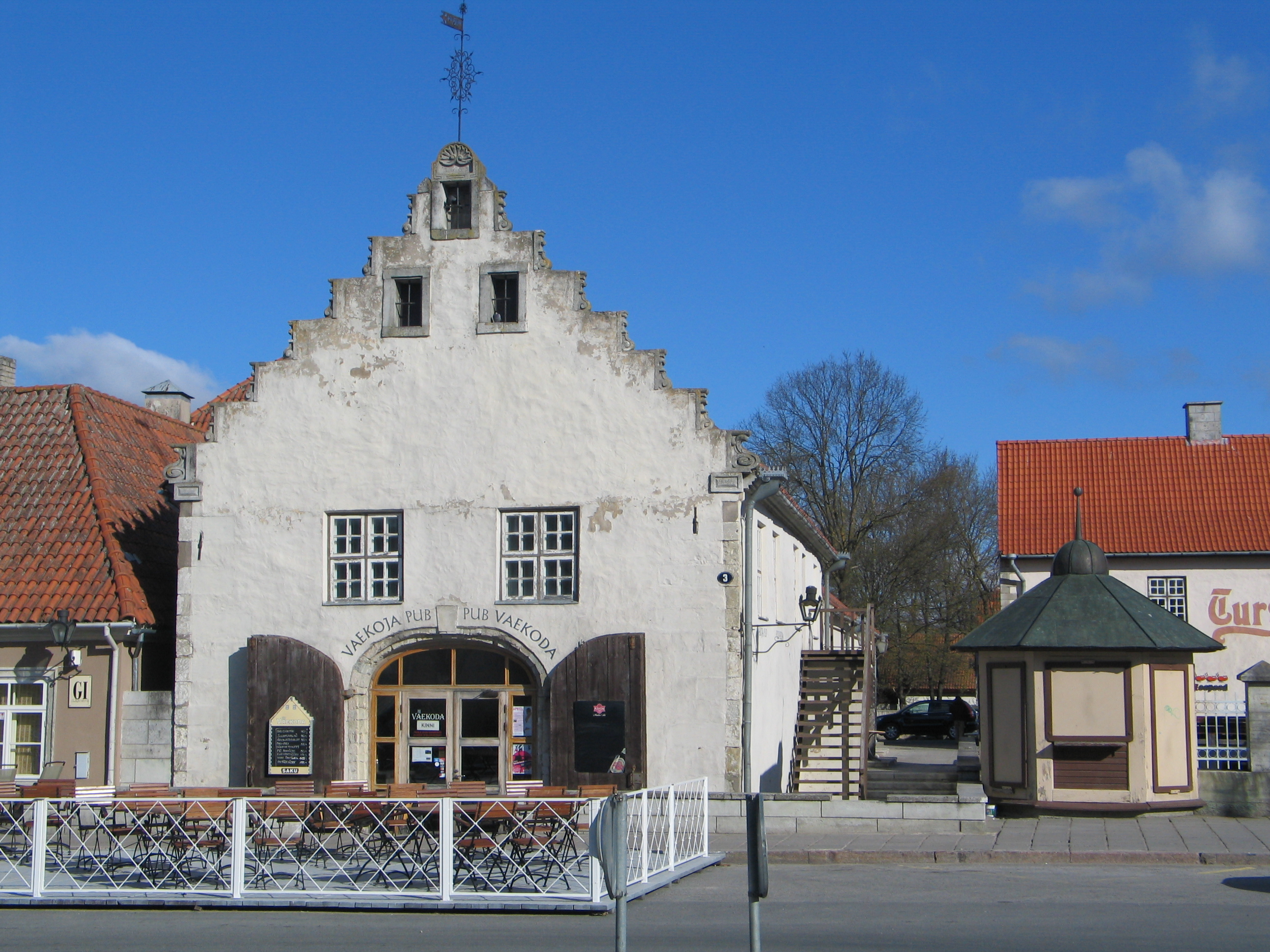
Waag in Kuressaare, Estland
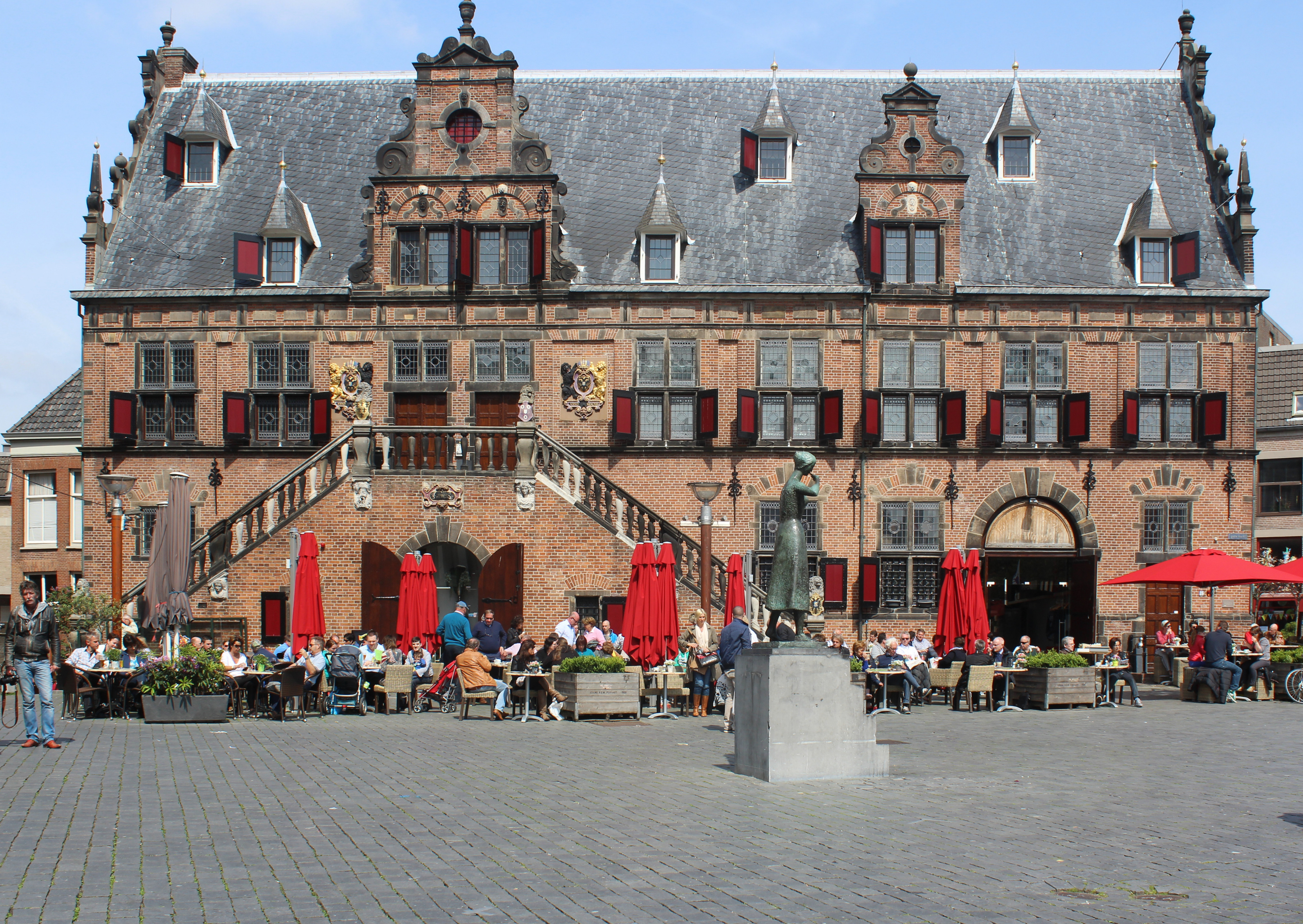
Boterwaag in Nijmegen
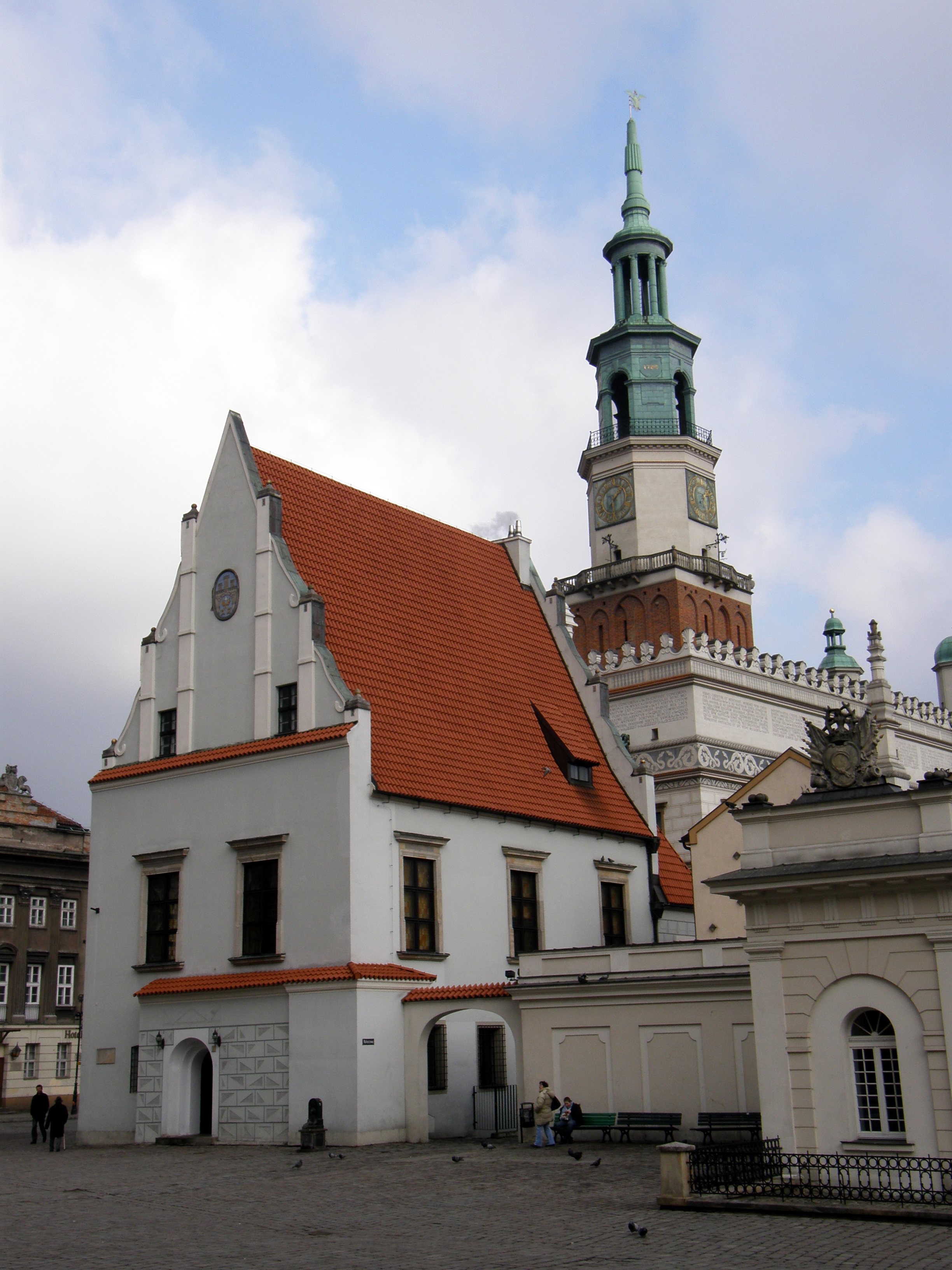
Waag in Poznań, Polen
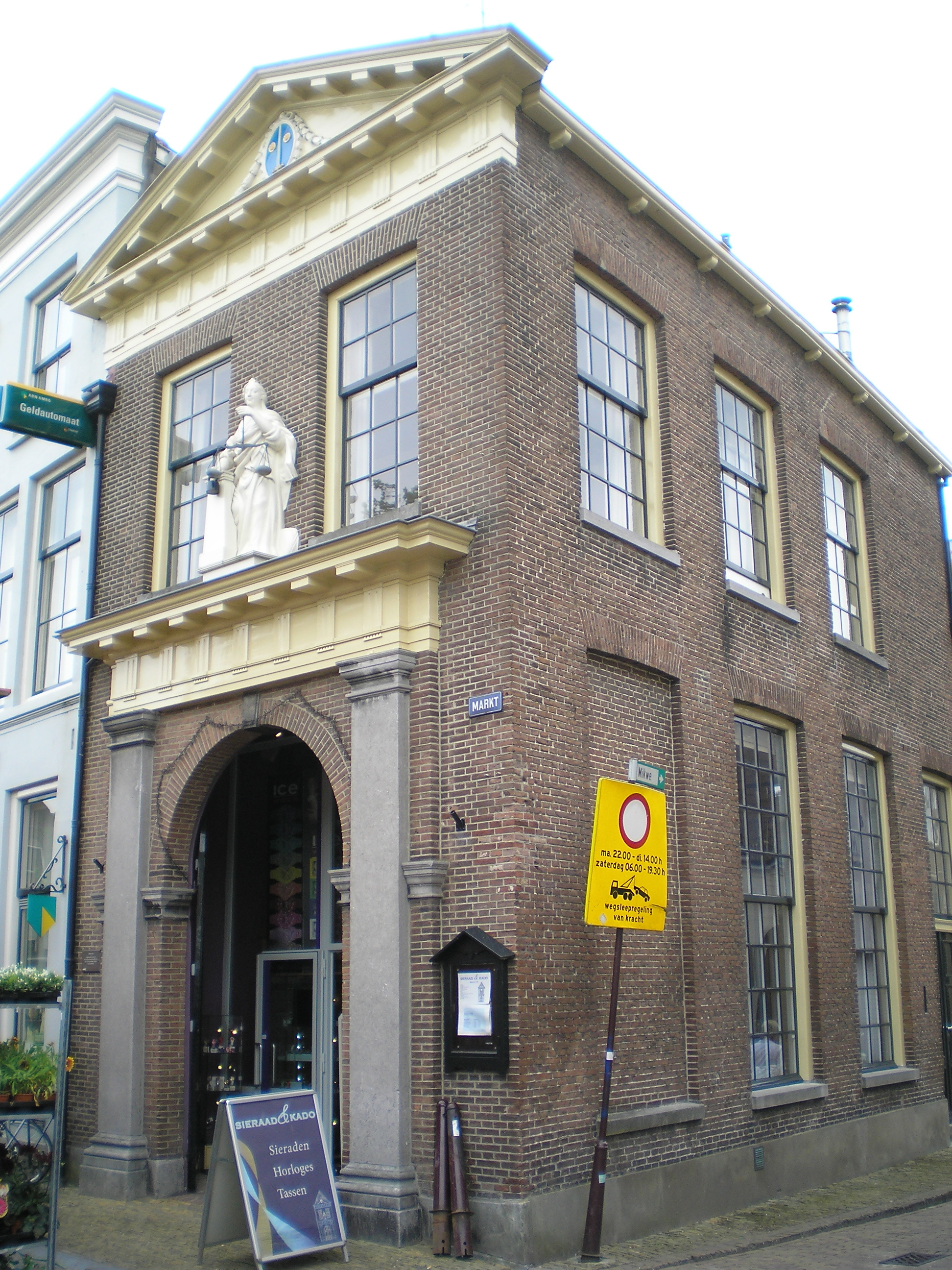
Waag in Zaltbommel
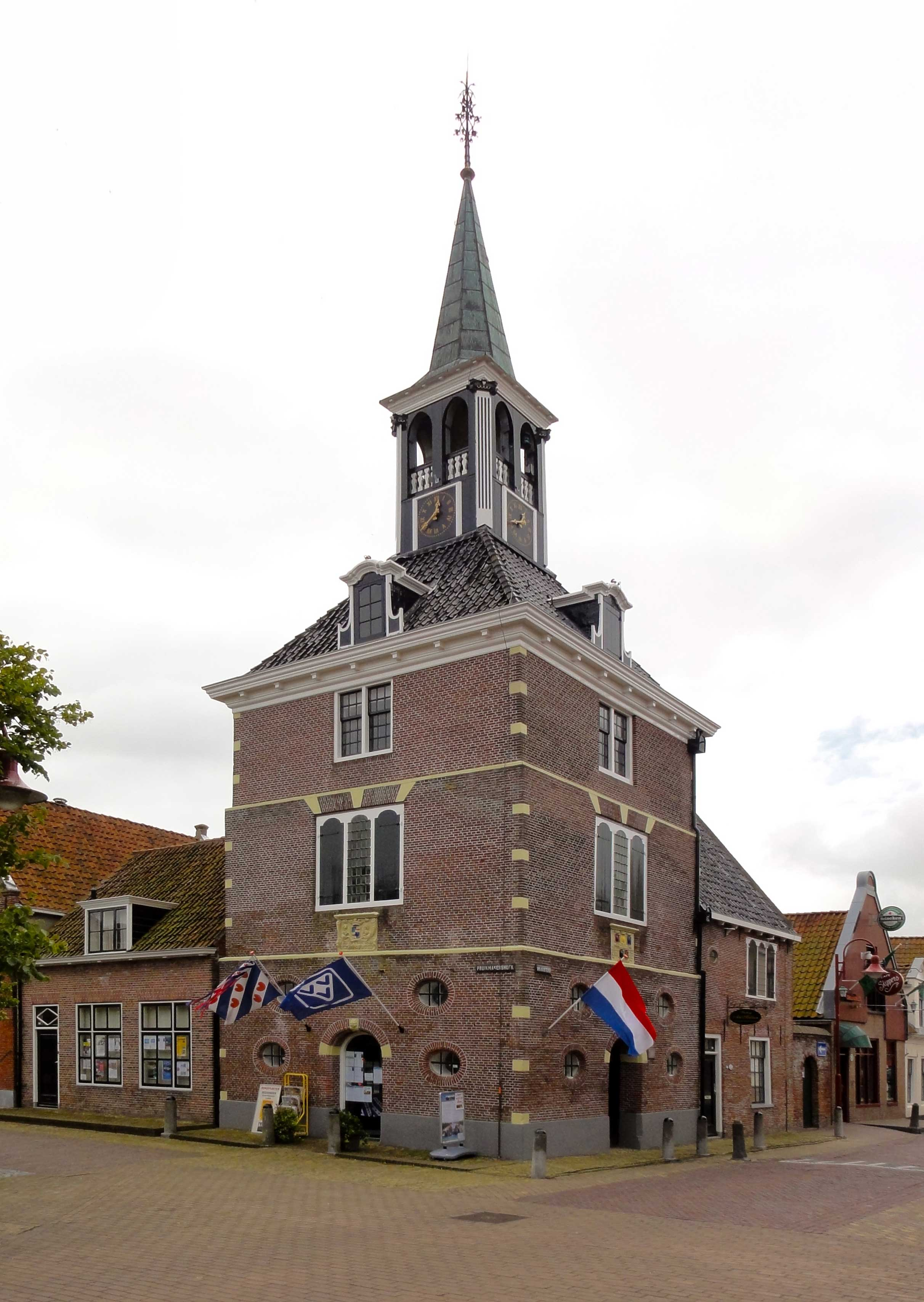
Waag in Makkum